# Четырнадцатый выпуск стандартных марок СССР

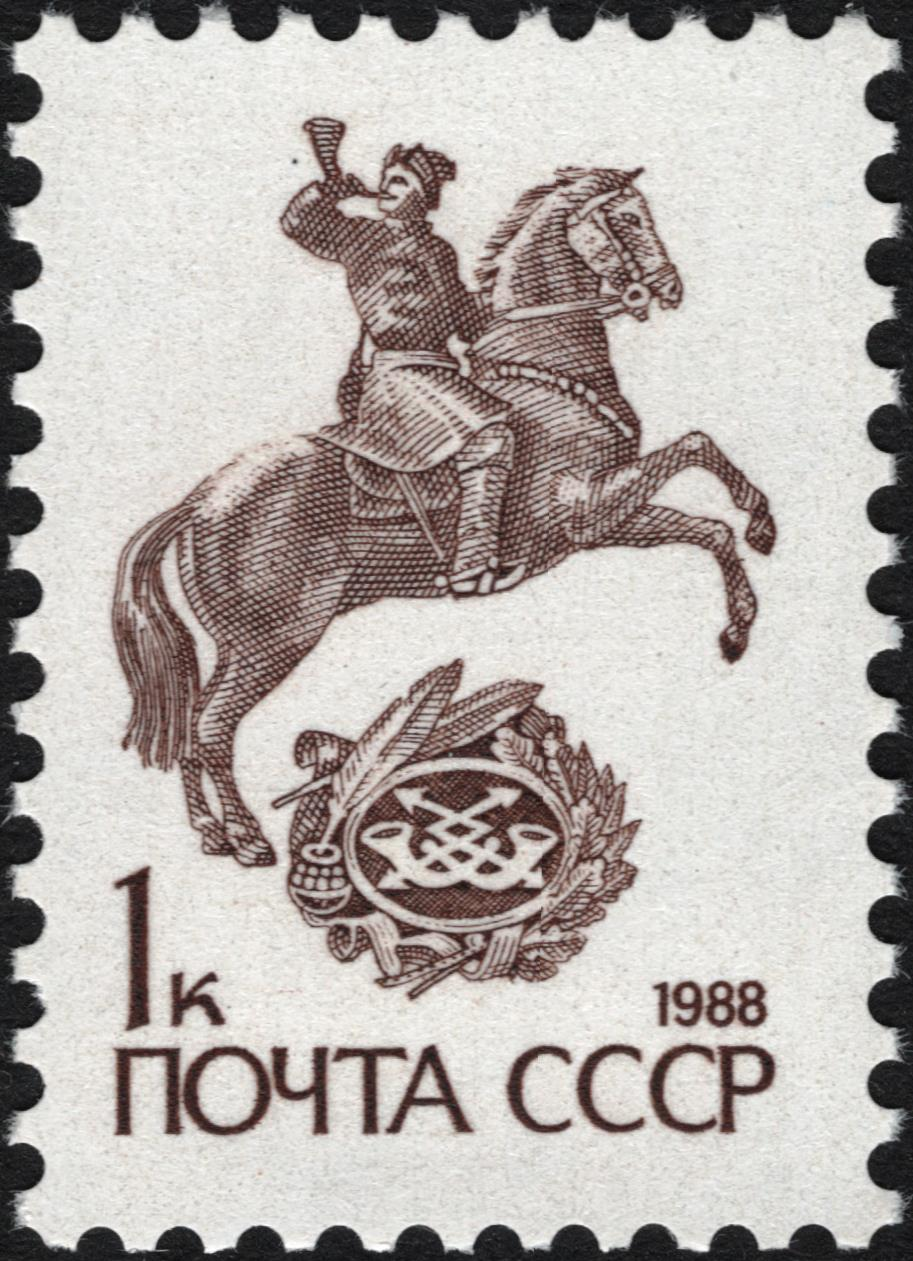
Конный гонец. Первая марка 14-го стандартного выпуска СССР «Национальные и международные символы», 1988 год

Четы́рнадцатый вы́пуск станда́ртных ма́рок СССР (Четырнадцатая серия стандартных марок СССР) — каталожное название пятилетней стандартных почтовых марок СССР 1988—1992 годов. Это последняя серия стандартных марок СССР.
Эта стандартная серия имеет специальное название, встречающееся в немецком каталоге почтовых марок «Михель»:
- «Национальные и международные символы» (нем. Nationale und internationale Symbole).

Художник рисунков марок: В. Э. Коваль. Гравёры на металле: В. Казанцев, Ольга Клочкова, В. В. Стариковский, Г. Ф. Зотов, Марина Сильянова.
Четырнадцатую серию стандартных марок СССР некоторые каталоги называют тринадцатой.
Четырнадцатая серия стандартных марок СССР включает 8 номиналов, каждый из которых имеет свой рисунок. Серия состоит из 39 марок, распределённых по пяти выпускам, каждый из которых имеет свою дату выхода. 34 марки описаны практически во всех каталогах, 5 марок (с флуоресцентной простой бумагой) — только в каталоге «Стандарт-Коллекция» и каталоге Петрищева. Размер всех марок 18,5 × 26 мм, размер всех рисунков 14 × 21,5 мм.
Пять выпусков четырнадцатой серии разбиваются по датам выпусков на две независимые группы (подсерии).
|            |  |  |  |  |  |
|            |  |  |  |  |  |
| 1-й выпуск |  |  |  |  |  |

Первую группу составляют первый и второй выпуски серии с 1‑го по 6‑й с периодом выхода 22-12-1988 — 25-12-1989. На 28 марках, входящих в эти два выпуска, размещены вариации двенадцати рисунков, показанных слева.
|            |  |  |  |
| 3-й выпуск |  |  |  |

Вторую группу составляют третий, четвёртый и пятый выпуски серии с периодом выхода 13-03-1991 — 25-06-1991. На 11 марках, входящих в эти три выпуска, размещены вариации четырёх рисунков, показанных слева.

## Терминология
Четырнадцатый выпуск стандартных марок СССР (Четырнадцатая серия стандартных марок СССР) — каталожное название пятилетней серии стандартных почтовых марок СССР, которая выпускалась в течение 1988—1992 годов. Это последний выпуск стандартных марок СССР.
Эта стандартная серия почтовых марок имеет специальное название, встречающееся в специальном немецком каталоге почтовых марок «Михель»:
- «Национальные и международные символы» (нем. Nationale und internationale Symbole)[6].

Верификация четырнадцатого стандартного выпуска.
- Российский специализированный каталог Соловьёва. Цитата: «1988-1991. Стандарт / Standard Issue». Этот выпуск неявно назван четырнадцатым (последний явно названный — одиннадцатый)[7].
- Российский специализированный каталог Петрищева. Цитата: «1988-1991. Четырнадцатый стандартный выпуск. Fourteenth definitive issue». Этот выпуск явно назван четырнадцатым[3].
- Немецкий специализированный каталог «Михель». Цитата «Стандартные марки „Национальные и международные символы“»: »Freimarken „Nationale und internationale Symbole“ (1988–1991)«. Этот выпуск представлен как самостоятельный, но без номера[8].
- Английский специализированный каталог «Стэнли Гиббонс». Цитаты с названиями месяцев: “1988 (22 Dec)”, “1989 (25 Dec)–91”. Этот выпуск представлен как самостоятельный из двух связанных ссылками частей, но без номера[5].
- Российский специализированный каталог Певзнера. Цитаты: «Декабрь 1988 — декабрь 1989. Тринадцатый стандартный выпуск», «Март 1991 — июнь 1991. Дополнительный выпуск тринадцатого стандарта». Этот выпуск представлен как самостоятельный из двух частей (других, чем в каталоге «Стэнли Гиббонс»), связанных названиями, но как тринадцатая серия. Причина — устаревший пропуск нумерации в предыдущем стандартном выпуске (подробные сведения находятся в статье Тринадцатый выпуск стандартных марок СССР)[9][10].
- Американский специализированный каталог «Скотт». Цитаты с названиями месяцев: “1988, Dec. 20”, “1989, Dec. 25”, “1991, Apr. 15”. Этот выпуск представлен как самостоятельный из трёх связанных ссылками частей, но без номера[11].
- Российский специализированный каталог «Стандарт-Коллекция». Цитаты: «1988. 22 декабря. Стандартный выпуск», «1989. 25 декабря. Стандартный выпуск», «1991. 13 марта — 18 апреля. Стандартный выпуск», «1991. 25 июня. Стандартный выпуск». Этот выпуск представлен как самостоятельный из четырёх связанных ссылками частей, но без номера[12].
- Французский каталог«Ивер и Телье». Цитаты с текстом «Стандартная серия»: « 1988. - Série courante », « 1991. - Série courante ». Этот выпуск представлен как самостоятельный из двух связанных ссылками частей (части другие, чем у каталога «Стэнли Гиббонс»), но без номера[13].

Четырнадцатую серию стандартных марок СССР некоторые каталоги XX века называют тринадцатой, поскольку сразу после выхода в декабре 1988 года первых марок серии она была продекларирована в каталоге 1989 года как тринадцатая. В XXI веке большинство каталогов почтовых марок явно или неявно определяют эту серию как четырнадцатую, причём только каталог Певзнера называет четырнадцатый выпуск стандартных марок СССР тринадцатым, то есть этот каталог сохраняет устаревшую нумерацию стандартных серий. Подробно это изложено в статье «Тринадцатый выпуск стандартных марок СССР».
Флуоресцентная бумага — вид бумаги, в состав которой входят специальные добавки — флуоресцентные пигменты. Такая бумага светится обычным светом в ультрафиолетовых (UV) лучах. По данным АО «Гознак» в 1976—1991 годах большинство почтовых марок СССР печаталось на мелованной бумаге. Поэтому при описании марок СССР этих лет в некоторых каталогах сведения о бумаге приводятся только в тех случаях, когда она отличается от мелованной флуоресцентной. Цвет и интенсивность свечения в УФ-излучении зависит от нескольких факторов: от состава флуоресцентных пигментов и их количества, от состава мелового слоя и от длины волны УФ-излучения. В 1976—1991 годах чаще всего встречается желтоватое, голубоватое и белое свечение.
Художник рисунков марок: В. Э. Коваль. Гравёры на металле: В. Казанцев, Ольга Клочкова, В. В. Стариковский, Г. Ф. Зотов, Марина Сильянова.
Размер марок 18,5 × 26 мм, размер рисунков 14 × 21,5 мм.

## История
С декабря 1988 по июнь 1991 года эмитировался ряд выпусков марок четырнадцатой стандартной серии СССР, включающие 16 различных номиналов со своим рисунком.
- На первом этапе в качестве первого выпуска серии 22 декабря 1988 года вышли 12 миниатюр номиналами 1, 3, 4, 5, 10, 15, 20, 25, 30, 35, 50 копеек и 1 рубль, на которой художник В. Э. Коваль нарисовал следующие 12 изображений[3][14][18].

1. 1 копейка ― почтовый гонец.
2. 3 копейки ― крейсер «Аврора».
3. 4 копейки ― Красная площадь.
4. 5 копеек ― герб и флаг СССР.
5. 10 копеек ― скульптура «Рабочий и колхозница».
6. 15 копеек ― радиотелескоп.
7. 20 копеек ― символы искусства.
8. 25 копеек ― дискобол.
9. 30 копеек ― пингвины на фоне карты Антарктиды.
10. 35 копеек ― Меркурий.
11. 50 копеек ― журавли.
12. 1 рубль ― памятник ВПС[нем.].

Марки были отпечатаны металлографическим способом на мелованной флуоресцентной бумаге.
- Затем 25 декабря 1989 года вышел второй выпуск с переизданием 12 марок первого выпуска. Эти марки были отпечатаны офсетом на простой бумаге, дополнительно 4 марки из 12 (3, 10, 15 и 25 копеек) — ещё и на флуоресцентной бумаге. На марках указан год первого выпуска в обращение — «1988»[3][14][18].
- На втором этапе в качестве третьего выпуска серии 13 марта 1991 года вышли 4 новые миниатюры номиналами 2, 7, 12 и 13 копеек, на которой прежний художник В. Э. Коваль нарисовал следующие 4 изображения[3][14][18].

1. 2 копейки ― средства доставки почты XIX века.
2. 7 копеек ― средства доставки почты XX века.
3. 12 копеек ― система «Энергия».
4. 13 копеек ― спутник связи «Горизонт».

При производстве марок использовалась офсетная печать на мелованной флуоресцентной бумаге.
- Затем 18 апреля 1991 года вышел четвёртый выпуск с переизданием 4 марок третьего выпуска. Эти марки были отпечатаны офсетом на простой бумаге, дополнительно марка номиналом 2 копейки бала издана ещё и без зубцов, а также на флуоресцентной бумаге[3][14][18].
- Наконец 25 июня 1991 года была переиздана марка номиналом 7 копеек как пятый выпуск, отпечатанная растровой глубокой печатью на простой бумаге[3][14][18].

## Выпуски

### Первый выпуск. 1988-12-22
Первый выпуск состоит из двенадцати почтовых марок, вышедших 22 декабря 1988 года.
Художник. В. Э. Коваль.
Размеры. Размер марок 18,5 × 26 мм, размер рисунков 14 × 21,5 мм.
Печать и бумага. Металлография на мелованной флуоресцентной бумаге.
Одиннадцать первых марок первого выпуска имеют одну зубцовку 12:11½, двенадцатая — другую 12:12½.
- Одиннадцать первых марок первого выпуска.

Рамочная зубцовка 12:11½.
Марочный лист 100 (10 × 10).
|          |              |
| ЦФА 6013 | Оборот марки |

Номинал 1 копейка. Цвет коричневый.
Каталожные номера следующие: ЦФА (АО «Марка») 6013; Mi 5894; Sc 5723; SG 5940; Yt 5578.
Описание рисунка. Конный гонец. Символы почты.
Гравюра на металле В. Казанцева. Тираж марки 8 млн.
|          |              |
| ЦФА 6014 | Оборот марки |

Номинал 3 копейки. Цвет зелёно-синий.
Каталожные номера следующие: ЦФА (АО «Марка») 6014; Mi 5895; Sc 5724; SG 5941; Yt 5579.
Описание рисунка. Крейсер «Аврора».
Гравюра на металле Ольги Клочковой. Тираж марки 8 млн.
|          |              |
| ЦФА 6015 | Оборот марки |

Номинал 4 копейки. Цвет серо-синий.
Каталожные номера следующие: ЦФА (АО «Марка») 6015; Mi 5896; Sc 5725; SG 5942; Yt 5580.
Описание рисунка. Спасская (бывшая Фроловская) башня (1491, архитектор Пьетро Солари, шатровое завершение — 1625, архитектор Бажен Огурцов) Московского Кремля и Мавзолей Ленина (третий, гранитный, 1929—1930, архитектор А. В. Щусев, соавтор И. А. Француз при участии Г. К. Яковлева).
Гравюра на металле В. В. Стариковского. Тираж марки 8 млн.
|          |              |
| ЦФА 6016 | Оборот марки |

Номинал 5 копеек. Цвет красный.
Каталожные номера следующие: ЦФА (АО «Марка») 6016; Mi 5897; Sc 5726; SG 5943; Yt 5581.
Описание рисунка. Государственный герб и флаг СССР.
Гравюра на металле Г. Ф. Зотова. Тираж марки 8 млн.
|          |              |
| ЦФА 6017 | Оборот марки |

Номинал 10 копеек. Цвет лилово-коричневый.
Каталожные номера следующие: ЦФА (АО «Марка») 6017; Mi 5898; Sc 5727; SG 5944; Yt 5582.
Описание рисунка. «Рабочий и колхозница» (нержавеющая хромоникелевая сталь; 1937; скульптор В. И. Мухина, архитектор Б. М. Иофан; с 2009 года скульптура установлена на специальный павильон ВДНХ, повторяющий оригинальный проект Иофана для парижской выставки 1937 года).
Гравюра на металле В. Казанцева. Тираж марки 8 млн.
|          |              |
| ЦФА 6018 | Оборот марки |

Номинал 15 копеек. Цвет синий.
Каталожные номера следующие: ЦФА (АО «Марка») 6018; Mi 5899; Sc 5728; SG 5945; Yt 5583.
Описание рисунка. Установка дальней космической связи. Радиотелескоп.
Гравюра на металле Г. Ф. Зотова. Тираж марки 8 млн.
|          |              |
| ЦФА 6019 | Оборот марки |

Номинал 20 копеек. Цвет серо-коричневый.
Каталожные номера следующие: ЦФА (АО «Марка») 6019; Mi 5900; Sc 5729; SG 5946; Yt 5584.
Описание рисунка. Символы искусства.
Гравюра на металле В. Казанцева. Тираж марки 8 млн.
|          |              |
| ЦФА 6020 | Оборот марки |

Номинал 25 копеек. Цвет тёмно-зелёный.
Каталожные номера следующие: ЦФА (АО «Марка») 6020; Mi 5901; Sc 5730; SG 5947; Yt 5585.
Описание рисунка. Статуя «Дискобол» (древнегреческий скульптор середины V века до нашей эры Мирон; Палаццо Массимо-алле-Терме, Национальный музей Рима).
Гравюра на металле Марины Сильяновой. Тираж марки 7,5 млн.
|          |              |
| ЦФА 6021 | Оборот марки |

Номинал 30 копеек. Цвет ультрамариновый.
Каталожные номера следующие: ЦФА (АО «Марка») 6021; Mi 5902; Sc 5731; SG 5948; Yt 5586.
Описание рисунка. Дизель-электроход, самолёт и императорские пингвины на фоне контурной карты Антарктиды.
Гравюра на металле Ольги Клочковой. Тираж марки 6,5 млн.
|          |              |
| ЦФА 6022 | Оборот марки |

Номинал 35 копеек. Цвет красно-коричневый.
Каталожные номера следующие: ЦФА (АО «Марка») 6022; Mi 5903; Sc 5732; SG 5949; Yt 5587.
Описание рисунка. Скульптура античного бога торговли Меркурия (копия работы фламандского скульптора XVI — начала XVII века Джованни да Болонья; установлена перед Центром международной торговли на Краснопресненской набережной в Москве) на фоне земного шара. Текст: «Международное торговое сотрудничество».
Гравюра на металле Г. Ф. Зотова. Тираж марки 6,5 млн.
|          |              |
| ЦФА 6023 | Оборот марки |

Номинал 50 копеек. Цвет светло-синий.
Каталожные номера следующие: ЦФА (АО «Марка») 6023; Mi 5904; Sc 5733; SG 5950; Yt 5588.
Описание рисунка. Стерхи (редкие белые журавли, охраняемые в местах обитания; эндемики северных территорий России).
Гравюра на металле Ольги Клочковой. Тираж марки 2,5 млн.
- Двенадцатая марка первого выпуска.

Рамочная зубцовка 12:12½.
Марочный лист 98 (14 × 7).
|          |              |
| ЦФА 6024 | Оборот марки |

Номинал 1 рубль. Цвет серо-синий.
Каталожные номера следующие: ЦФА (АО «Марка») 6024; Mi 5905; Sc 5734; SG 5951; Yt 5589.
Описание рисунка. Эмблема Всемирного почтового союза, представляющая собой рисунок памятника ВПС (1909, скульптор Рене де Сен-Марсо) в Берне (Швейцария) перед зданием штаб-квартиры ВПС. Тексты на русском и на французском: «Всемирный почтовый союз» и « Union postale universelle ».
Гравюра на металле Марины Сильяновой. Тираж марки 2 млн.

### Второй выпуск. 1989-12-25
Второй выпуск состоит из шестнадцати почтовых марок, вышедших 25 декабря 1989 года.
Художник. В. Э. Коваль.
Размеры. Размер марок 18,5 × 26 мм, размер рисунков 14 × 21,5 мм.
Гребенчатая зубцовка 12:12½.
Марочный лист 100 (10 × 10).
На марках указан год первого выпуска в обращение — «1988».
|          |              |
| ЦФА 6145 | Оборот марки |

- Номинал 1 копейка. Цвет коричневый.

Каталожные номера следующие: ЦФА (АО «Марка») 6145; Mi 6025; Sc 5838; SG 6072; Yt 5578a.
Описание рисунка. Конный гонец. Символы почты.
Печать и бумага. Офсетная печать (гравюра) на простой бумаге (свечение в УФ-излучении отсутствует).
Гравюра на металле В. Казанцева. Тираж марки 5 млн.
|          |              |
| ЦФА 6146 | Оборот марки |

- Номинал 3 копейки. Цвет зелёно-синий.

Каталожные номера следующие: ЦФА (АО «Марка») 6146; Mi 6026; Sc 5839; SG 6074; Yt 5579a.
Описание рисунка. Крейсер «Аврора».
Печать и бумага. Офсетная печать (гравюра) на простой бумаге (свечение в УФ-излучении отсутствует).
Гравюра на металле Ольги Клочковой. Тираж марки 6 млн.
- Каталожные номера следующие: ЦФА (АО «Марка») 6146 BUV; Mi —; Sc —; SG —; Yt —[3][18][24][25][1].

Печать и бумага. Офсетная печать (гравюра) на простой флуоресцентной бумаге.
Остальные характеристики такие же, как у предыдущей марки с номером ЦФА 6146.
|          |              |
| ЦФА 6147 | Оборот марки |

- Номинал 4 копейки. Цвет серо-синий.

Каталожные номера следующие: ЦФА (АО «Марка») 6147; Mi 6027; Sc 5840; SG 6075; Yt 5580a.
Описание рисунка. Спасская (бывшая Фроловская) башня (1491, архитектор Пьетро Солари, шатровое завершение — 1625, архитектор Бажен Огурцов) Московского Кремля и Мавзолей Ленина (третий, гранитный, 1929—1930, архитектор А. В. Щусев, соавтор И. А. Француз при участии Г. К. Яковлева).
Печать и бумага. Офсетная печать (гравюра) на простой бумаге (свечение в УФ-излучении отсутствует).
Гравюра на металле В. В. Стариковского. Тираж марки 5 млн.
|          |              |
| ЦФА 6148 | Оборот марки |

- Номинал 5 копеек. Цвет красный.

Каталожные номера следующие: ЦФА (АО «Марка») 6148; Mi 6028; Sc 5841; SG 6076; Yt 5581a.
Описание рисунка. Государственный герб и флаг СССР.
Печать и бумага. Офсетная печать (гравюра) на простой бумаге (свечение в УФ-излучении отсутствует).
Гравюра на металле Г. Ф. Зотова. Тираж марки 5 млн.
|          |              |
| ЦФА 6149 | Оборот марки |

- Номинал 10 копеек. Цвет лилово-коричневый.

Каталожные номера следующие: ЦФА (АО «Марка») 6149; Mi 6029; Sc 5842; SG 6078; Yt 5582a.
Описание рисунка. «Рабочий и колхозница» (нержавеющая хромоникелевая сталь; 1937; скульптор В. И. Мухина, архитектор Б. М. Иофан; с 2009 года скульптура установлена на специальный павильон ВДНХ, повторяющий оригинальный проект Иофана для парижской выставки 1937 года).
Печать и бумага. Офсетная печать (гравюра) на простой бумаге (свечение в УФ-излучении отсутствует).
Гравюра на металле В. Казанцева. Тираж марки 5 млн.
- Каталожные номера следующие: ЦФА (АО «Марка») 6149 BUV; Mi —; Sc —; SG —; Yt —[3][18][24][25][1].

Печать и бумага. Офсетная печать (гравюра) на простой флуоресцентной бумаге.
Остальные характеристики такие же, как у предыдущей марки с номером ЦФА 6149.
|          |              |
| ЦФА 6150 | Оборот марки |

- Номинал 15 копеек. Цвет лилово-коричневый.

Каталожные номера следующие: ЦФА (АО «Марка») 6150; Mi 6030; Sc 5843; SG 6081; Yt 5583a.
Описание рисунка. Установка дальней космической связи. Радиотелескоп.
Печать и бумага. Офсетная печать (гравюра) на простой бумаге (свечение в УФ-излучении отсутствует).
Гравюра на металле Г. Ф. Зотова. Тираж марки 5 млн.
- Каталожные номера следующие: ЦФА (АО «Марка») 6150 BUV; Mi —; Sc —; SG —; Yt —[3][18][24][25][1].

Печать и бумага. Офсетная печать (гравюра) на простой флуоресцентной бумаге.
Остальные характеристики такие же, как у предыдущей марки с номером ЦФА 6150.
|          |              |
| ЦФА 6151 | Оборот марки |

- Номинал 20 копеек. Цвет лилово-коричневый.

Каталожные номера следующие: ЦФА (АО «Марка») 6151; Mi 6031; Sc 5844; SG 6082; Yt 5584a.
Описание рисунка. Символы искусства.
Печать и бумага. Офсетная печать (гравюра) на простой бумаге (свечение в УФ-излучении отсутствует).
Гравюра на металле В. Казанцева. Тираж марки 5 млн.
|          |              |
| ЦФА 6152 | Оборот марки |

- Номинал 25 копеек. Цвет лилово-коричневый.

Каталожные номера следующие: ЦФА (АО «Марка») 6152; Mi 6032; Sc 5845; SG 6083; Yt 5585a.
Описание рисунка. Статуя «Дискобол» (древнегреческий скульптор середины V века до нашей эры Мирон; Палаццо Массимо-алле-Терме, Национальный музей Рима).
Печать и бумага. Офсетная печать (гравюра) на простой бумаге (свечение в УФ-излучении отсутствует).
Гравюра на металле Марины Сильяновой. Тираж марки 7 млн.
- Каталожные номера следующие: ЦФА (АО «Марка») 6152 BUV; Mi —; Sc —; SG —; Yt —[3][18][24][25][1].

Печать и бумага. Офсетная печать (гравюра) на простой флуоресцентной бумаге.
Остальные характеристики такие же, как у предыдущей марки с номером ЦФА 6152.
|          |              |
| ЦФА 6153 | Оборот марки |

- Номинал 30 копеек. Цвет лилово-коричневый.

Каталожные номера следующие: ЦФА (АО «Марка») 6153; Mi 6033; Sc 5846; SG 6084; Yt 5586a.
Описание рисунка. Дизель-электроход, самолёт и императорские пингвины на фоне контурной карты Антарктиды.
Печать и бумага. Офсетная печать (гравюра) на простой бумаге (свечение в УФ-излучении отсутствует).
Гравюра на металле Ольги Клочковой. Тираж марки 3 млн.
|          |              |
| ЦФА 6154 | Оборот марки |

- Номинал 35 копеек. Цвет лилово-коричневый.

Каталожные номера следующие: ЦФА (АО «Марка») 6154; Mi 6034; Sc 5847; SG 6085; Yt 5587a.
Описание рисунка. Скульптура античного бога торговли Меркурия (копия работы фламандского скульптора XVI — начала XVII века Джованни да Болонья; установлена перед Центром международной торговли на Краснопресненской набережной в Москве) на фоне земного шара. Текст: «Международное торговое сотрудничество».
Печать и бумага. Офсетная печать (гравюра) на простой бумаге (свечение в УФ-излучении отсутствует).
Гравюра на металле Г. Ф. Зотова. Тираж марки 3 млн.
|          |              |
| ЦФА 6155 | Оборот марки |

- Номинал 50 копеек. Цвет лилово-коричневый.

Каталожные номера следующие: ЦФА (АО «Марка») 6155; Mi 6035; Sc 5848; SG 6086; Yt 5588a.
Описание рисунка. Стерхи (редкие белые журавли, охраняемые в местах обитания; эндемики северных территорий России).
Печать и бумага. Офсетная печать (гравюра) на простой бумаге (свечение в УФ-излучении отсутствует).
Гравюра на металле Ольги Клочковой. Тираж марки 3 млн.
|          |              |
| ЦФА 6156 | Оборот марки |

- Номинал 1 рубль. Цвет лилово-коричневый.

Каталожные номера следующие: ЦФА (АО «Марка») 6156; Mi 6036; Sc 5849; SG 6087; Yt 5589a.
Описание рисунка. Эмблема Всемирного почтового союза, представляющая собой рисунок памятника ВПС (1909, скульптор Рене де Сен-Марсо) в Берне (Швейцария) перед зданием штаб-квартиры ВПС. Тексты на русском и на французском: «Всемирный почтовый союз» и « Union postale universelle ».
Печать и бумага. Офсетная печать (гравюра) на простой бумаге (свечение в УФ-излучении отсутствует).
Гравюра на металле Марины Сильяновой. Тираж марки 3 млн.

### Третий выпуск. 1991-03-13
Третий выпуск состоит из четырёх почтовых марок, вышедших 13 марта 1991 года.
Художник. В. Э. Коваль.
Размеры. Размер марок 18,5 × 26 мм, размер рисунков 14 × 21,5 мм.
Печать и бумага. Офсетная печать (растр) на мелованной флуоресцентной бумаге.
Гребенчатая зубцовка 12:12½.
Марочный лист 100 (10 × 10).
Тираж марок по 1 млн.
|          |              |
| ЦФА 6298 | Оборот марки |

- Номинал 2 копейки. Цвет светло-коричневый.

Каталожные номера следующие: ЦФА (АО «Марка») 6298; Mi 6177 IAv; Sc 5984 chalky paper; SG 6073 whiter, fluorescent paper; Yt 5578a.
Описание рисунка. Транспортные средства почты XIX века. Почтовая карета, паровоз с почтовым вагоном, парусное судно и пароход.
|          |              |                                        |                                        |
| ЦФА 6299 | Оборот марки | При УФ-излучении с длиной волны 365 нм | При УФ-излучении с длиной волны 254 нм |

- Номинал 7 копеек. Цвет голубой.

Каталожные номера следующие: ЦФА (АО «Марка») 6299; Mi 6178 IAv; Sc 5985 chalky paper; SG 6077; Yt 5837.
Описание рисунка. Современные средства транспорта и связи. Почтовый автомобиль, вагон, теплоход, вертолёт и самолёт.
|          |              |
| ЦФА 6300 | Оборот марки |

- Номинал 12 копеек. Цвет лилово-фиолетовый.

Каталожные номера следующие: ЦФА (АО «Марка») 6300; Mi 6179 IAv; Sc 5986 chalky paper; SG 6079; Yt 5838.
Описание рисунка. Освоение космоса. Ракетно-космическая транспортная система «Энергия» и состыкованный с ней орбитальный космический комплекс многоразового использования «Буран» на стартовом комплексе.
|          |              |
| ЦФА 6301 | Оборот марки |

- Номинал 13 копеек. Цвет сине-фиолетовый.

Каталожные номера следующие: ЦФА (АО «Марка») 6301; Mi 6180 IAv; Sc 5987 chalky paper; SG 6080; Yt 5839.
Описание рисунка. Средства космической связи. ИСЗ «Горизонт».

### Четвёртый выпуск. 1991-04-18
Четвёртый выпуск состоит из шести почтовых марок, вышедших 18 апреля 1991 года.
Художник. В. Э. Коваль.
Размеры. Размер марок 18,5 × 26 мм, размер рисунков 14 × 21,5 мм.
Марочный лист 100 (10 × 10).
|            |              |
| ЦФА 6298 B | Оборот марки |

- Номинал 2 копейки. Цвет светло-коричневый.

Каталожные номера следующие: ЦФА (АО «Марка») 6298B; Mi 6177 IAw; Sc 5984; SG 6073 ordinary paper; Yt 5836a.
Описание рисунка. Транспортные средства почты XIX века. Почтовая карета, паровоз с почтовым вагоном, парусное судно и пароход.
Печать и бумага. Офсетная печать (растр) на простой бумаге (свечение в УФ-излучении отсутствует).
Гребенчатая зубцовка 12:12½. Тираж массовый.
|             |              |
| ЦФА 6298 AB | Оборот марки |

- Каталожные номера следующие: ЦФА (АО «Марка») 6298 AB; Mi 6177 IBw; Sc 5984a; SG 6073a; Yt 5836b.

Зубцовка отсутствует (без зубцов). Тираж марки 50 млн.
Остальные характеристики такие же, как у предыдущей марки с номером ЦФА 6298 B.
- Каталожные номера следующие: ЦФА (АО «Марка») 6298 ABUV; Mi —; Sc —; SG —; Yt —[3][28][30][25][2].

Печать и бумага. Офсетная печать (растр) на простой флуоресцентной бумаге.
Остальные характеристики такие же, как у предыдущей марки с номером ЦФА 6298 B.
|            |              |
| ЦФА 6299 B | Оборот марки |

- Номинал 7 копеек. Цвет голубой.

Каталожные номера следующие: ЦФА (АО «Марка») 6299 B; Mi 6178 IAw; Sc 5985; SG 6077 ordinary paper; Yt 5837a.
Описание рисунка. Современные средства транспорта и связи. Почтовый автомобиль, вагон, теплоход, вертолёт Ми-2 и самолёт Ил-86.
Печать и бумага. Офсетная печать (растр) на простой бумаге (свечение в УФ-излучении отсутствует).
Гребенчатая зубцовка 12:12½. Тираж массовый.
|            |              |
| ЦФА 6300 B | Оборот марки |

- Номинал 12 копеек. Цвет лилово-фиолетовый.

Каталожные номера следующие: ЦФА (АО «Марка») 6300 B; Mi 6179 IAw; Sc 5986; SG 6079 ordinary paper; Yt 5838a.
Описание рисунка. Освоение космоса. Ракетно-космическая транспортная система «Энергия» и состыкованный с ней орбитальный космический комплекс многоразового использования «Буран» на стартовом комплексе.
Печать и бумага. Офсетная печать (растр) на простой бумаге (свечение в УФ-излучении отсутствует).
Гребенчатая зубцовка 12:12½. Тираж массовый.
|            |              |
| ЦФА 6301 B | Оборот марки |

- Номинал 13 копеек. Цвет сине-фиолетовый.

Каталожные номера следующие: ЦФА (АО «Марка») 6301 B; Mi 6180 IAw; Sc 5987; SG 6080 ordinary paper; Yt 5839a.
Описание рисунка. Средства космической связи. ИСЗ «Горизонт».
Печать и бумага. Офсетная печать (растр) на простой бумаге (свечение в УФ-излучении отсутствует).
Гребенчатая зубцовка 12:12½. Тираж массовый.

### Пятый выпуск. 1991-06-25
Пятый выпуск состоит из одной почтовой марки, вышедшей 25 июня 1991 года.
Художник. В. Э. Коваль.
Размеры. Размер марок 18,5 × 26 мм, размер рисунков 14 × 21,5 мм.
Печать и бумага. Растровая глубокая печать на простой бумаге (свечение в УФ-излучении отсутствует).
Рамочная зубцовка 12:11½.
Марочный лист 100 (10 × 10).
|            |              |
| ЦФА 6299 B | Оборот марки |

Номинал 7 копеек. Цвет голубой.
Каталожные номера следующие: ЦФА (АО «Марка») 6299 A; Mi 6178 IICw; Sc 5985a; SG 6077a; Yt 5837b.
Описание рисунка. Современные средства транспорта и связи. Почтовый автомобиль, вагон, теплоход, вертолёт Ми-2 и самолёт Ил-86.

## Марки в одной таблице
Марки четырнадцатой стандартной серии можно расположить в форме одной таблицы. Указывается год выпуска, номер ЦФА и цвет марок.
| Номинал, рисунок                         | Вид печати:                       | Вид печати:                       | Вид печати:                            | Вид печати:                         | Вид печати:                          | Вид печати:               |
| Номинал, рисунок                         | металлография                     | офсет                             | офсет                                  | офсет                               | офсет                                | глубокая печать           |
| Номинал, рисунок                         | Бумага                            |                                   |                                        |                                     |                                      |                           |
| Номинал, рисунок                         | мелованная                        | мелованная                        | простая                                | простая                             | простая                              | простая                   |
| Номинал, рисунок                         | Флуоресценция:                    |                                   |                                        |                                     |                                      |                           |
| Номинал, рисунок                         | есть                              | есть                              | есть                                   | нет                                 | нет                                  | нет                       |
| 1 к., почтовый гонец                     | 1988, ЦФА 6013, коричневая        | —                                 | —                                      | 1989, ЦФА 6145, коричневая          | 1989, ЦФА 6145, коричневая           | —                         |
| 2 к., средства доставки почты XIX века   | —                                 | 1991, ЦФА 6298, светло-коричневая | 1991, ЦФА 6298 ABUV, светло-коричневая | 1991, ЦФА 6298 B, светло-коричневая | 1991, ЦФА 6298 AB, светло-коричневая | —                         |
| 3 к., крейсер «Аврора»                   | 1988, ЦФА 6014, зелёно-синяя      | —                                 | 1989, ЦФА 6146 BUV, зелёно-синяя       | 1989, ЦФА 6146, зелёно-синяя        | 1989, ЦФА 6146, зелёно-синяя         | —                         |
| 4 к., Красная площадь                    | 1988, ЦФА 6015, серо-синяя        | —                                 | —                                      | 1989, ЦФА 6147, серо-синяя          | 1989, ЦФА 6147, серо-синяя           | —                         |
| 5 к., герб и флаг СССР                   | 1988, ЦФА 6016, красная           | —                                 | —                                      | 1989, ЦФА 6148, красная             | 1989, ЦФА 6148, красная              | —                         |
| 7 к., средства доставки почты XX века    | —                                 | 1991, ЦФА 6299, голубая           | —                                      | 1991, ЦФА 6299 B, голубая           | 1991, ЦФА 6299 B, голубая            | 1991, ЦФА 6299 A, голубая |
| 10 к., скульптура «Рабочий и колхозница» | 1988, ЦФА 6017, лилово-коричневая | —                                 | 1989, ЦФА 6149 BUV, лилово-коричневая  | 1989, ЦФА 6149, лилово-коричневая   | 1989, ЦФА 6149, лилово-коричневая    | —                         |
| 12 к., система «Энергия»                 | —                                 | 1991, ЦФА 6300, лилово-фиолетовый | —                                      | 1991, ЦФА 6300 B, лилово-фиолетов   | 1991, ЦФА 6300 B, лилово-фиолетов    | —                         |
| 13 к., спутник связи «Горизонт»          | —                                 | 1991, ЦФА 6301, сине-фиолетовый   | —                                      | 1991, ЦФА 6301 B, сине-фиолетов     | 1991, ЦФА 6301 B, сине-фиолетов      | —                         |
| 15 к., радиотелескоп                     | 1988, ЦФА 6018, синяя             | —                                 | 1989, ЦФА 6150 BUV, синяя              | 1989, ЦФА 6150, синяя               | 1989, ЦФА 6150, синяя                | —                         |
| 20 к., символы искусства                 | 1988, ЦФА 6019, серо-коричневая   | —                                 | —                                      | 1989, ЦФА 6151, серо-коричневая     | 1989, ЦФА 6151, серо-коричневая      | —                         |
| 25 к., дискобол                          | 1988, ЦФА 6020, тёмно-зелёная     | —                                 | 1989, ЦФА 6152 BUV, тёмно-зелёная      | 1989, ЦФА 6152, тёмно-зелёная       | 1989, ЦФА 6152, тёмно-зелёная        | —                         |
| 30 к., пингвины на фоне карты Антарктиды | 1988, ЦФА 6021, ультрамариновая   | —                                 | —                                      | 1989, ЦФА 6153, ультрамариновая     | 1989, ЦФА 6153, ультрамариновая      | —                         |
| 35 к., Меркурий                          | 1988, ЦФА 6022, красно-коричневая | —                                 | —                                      | 1989, ЦФА 6154, красно-коричневая   | 1989, ЦФА 6154, красно-коричневая    | —                         |
| 50 к., журавли                           | 1988, ЦФА 6023, светло-синяя      | —                                 | —                                      | 1989, ЦФА 6155, светло-синяя        | 1989, ЦФА 6155, светло-синяя         | —                         |
| 1 р., памятник ВПС                       | 1988, ЦФА 6024, серо-синяя        | —                                 | —                                      | 1989, ЦФА 6156, серо-синяя          | 1989, ЦФА 6156, серо-синяя           | —                         |